# Никольская церковь (Доно)
Никольская церковь (Храм Святителя Николы Чудотворца) — храм Иркутско-Забайкальской епархии Русской православной старообрядческой церкви (РПСЦ) в селе Доно Калганского района Забайкальского края. Памятник архитектуры и градостроительства.

## История
Храм построен в середине XIX века как единоверческий. Использовался как летняя церковь. Службы в храме велись от Пасхи до Покрова Пресвятой Богородицы, а в зимний период служили в церковной сторожке.
После Революции 1917 года старообрядцы села Доно присоединились к Древлеправославной церкви Христовой. В 1918 году храм переосвятил старообрядческим епископ Иркутский Иосиф (Антипин) с сохранением посвящения святителю Николе Чудотворцу. Первым старообрядческим священником был Козьма Олейников, в 1919 году принявший мученическую кончину и похороненный в церковной ограде. В 1920-х годах в храме служил отец Иоанн Емильянов, а в 1930-х — священноинок Аввакум (Старков). Со второй половины 1930-х годов священника в храме не было. Во время Великой Отечественной войны храмовые колокола были сняты и отправлены на переплавку. В 1960-х годах церковная жизнь практически прекратилась. В 1981 году храм закрыли и превратили в склад. В 1984 году иконы, книги и церковную утварь вывезли в Читинский областной художественный музей, а часть передана в школьный музей села.
В 1997 году церковь возвращена в собственность РПСЦ, после чего были проведены восстановительные работы. Ряд икон, а также большая часть книг и утвари были возвращены читинским музеем в 1999 году. 12 сентября 1999 года чин освящения храма совершил епископ Новосибирский Силуян (Килин). В 2002 году восстановлена сторожка, где в зимний период проводят богослужения.

## Архитектура
Храм является деревянным строением на ленточном бутовом фундаменте. Состоит из входного крыльца, трапезной, колокольни, основного объёма и алтарной части. Колокольня надстроена над трапезной и представляет собой четверик с восьмигранным шатром, завершена главкой. Размер храма в плане без крыльца составляет 21×9,5 м. Основной объём имеет пятиглавое завершение. Алтарная часть завершена главкой на пятигранном барабане. Шатёр колокольни, барабаны и главки покрыты жестью. Снаружи стены храма обшиты тёсом.